# Yutou (sockenhuvudort i Kina, Zhejiang Sheng, lat 28,64, long 121,00)
Yutou (kinesiska: 屿头, 屿头乡) är en sockenhuvudort i Kina. Den ligger i provinsen Zhejiang, i den östra delen av landet, omkring 200 kilometer sydost om provinshuvudstaden Hangzhou. Antalet invånare är 6 232. Befolkningen består av 3 159 kvinnor och 3 073 män. Barn under 15 år utgör 13,0 %, vuxna 15-64 år 60 %, och äldre över 65 år 26,0 %.
Runt Yutou är det tätbefolkat, med 881 invånare per kvadratkilometer. Närmaste större samhälle är Ningxi, 6,7 km sydväst om Yutou. I omgivningarna runt Yutou växer i huvudsak blandskog.
Genomsnittlig årsnederbörd är 2 144 millimeter. Den regnigaste månaden är augusti, med i genomsnitt 395 mm nederbörd, och den torraste är januari, med 73 mm nederbörd.